# Рейдиохед
Рейдиохед (на английски: Radiohead) е британска алтърнатив рок група.

## История

### Началото 1989 – 1992
Групата е сформирана за пръв път през 1987 в престижния университет в Оксфорд. До първите си изяви, тя носи името On Friday, докато не сключва договор с EMI Records, които предлагат друго име. Първото наум, което е дошло е Radio Head – една песен на Talking Heads. Първоначалния състав на групата е Едуард Джон О`Брайън (р. 1968; китара), Томас Йорк (р. 1968; вокали и китара) и Колин Грийнуд (р. 1969; бас). Приветливият барабанист Фил Селуей също се присъединява по-късно, а Джонатан Грийнуд (р. 1971) се включва след дълги настоявания пред брат си Колин и Томас Йорк. Той се оказва може би най-талантливият участник, защото може да свири на множество инструменти, а е и едно от основните свързващи звена на групата.
За три години групата се разделя, за да могат членовете да продължат висшето си образование. Джонатан Грийнуд трябва да кандидатства за висшето си образование, но поема по друг път. Членовете на групата са работили и други професии, сред които Фил Селуей е преподавал английски език, Едуард О`Брайън е бил фотограф, a самият Том Йорк е работил в болница като доброволец. Освен групата, всеки един от членовете, се е занимавал със собствени проекти. През 2003 Джонатан и Колин Грийнуд композират музиката за документалния филм „Bodysong“. Самият Колин е известен критик на поезия. О’Брайън помага на друга група. Том Йорк е близък приятел на Бьорк и Майкъл Стайп (фронтмена на R.E.M.), като е често до тях по концерти и изяви на живо.

### Първите години 1993 – 1998
Първите демо касети и EP-та излизат през 1991 и 1992. Drill EP и Itch EP са на пазара последователно. През 1992 Radiohead пускат първия си сингъл „Creep“, последван от „Anyone Can Play Guitar“. Под ръководството на Пол Колдъри и Крис Хъфърд, продуцирали албумите на Morhpine, през 1993 излиза албума „Pablo Honey“. Въпреки че притежава много добри попадения, като горепосоченото „Anyone Can Play Guitar“, „Vegetable“, „Thinking About You“, „Ripcord“ и „Stop Whispering“, публиката е по-склонна да определя Radiohead като група еднодневка отколкото като нещо постоянно на музикалния небосклон. Тъй като в самата Англия не са харесвани повече, отколкото по света, Radiohead изнасят повечето си концерти в Съединените американски щати и Европа. Веднага след завръщането си обаче, те правят ново издание на „Creep“, което има успех в класациите.
През 1994 Radiohead издават миниалбума „My Iron Lung“, който показва преминаването от грънджа на Creep-ерата към виртоузността на следващия албум „The Bends“ (май 1995). За пръв път в албума взема участие Найджъл Годрик. Известният продуцент Джон Лики ръководи проекта. В началото албума не предизвиква особена реакция. След около половин година започват да се появяват положителни оценки за „The Bends“, албумът расте по класации и продажби. В началото на 1996 групата печели няколко награди за „the Bends“. Най-известните песни в албума са „High and Dry“, „Fake Plastic Trees“, „Black Star“ и хита „Street Spirit [fade out]“, достигнал 5-о място в британската класация за сингли.
В средата на 1996, след края на турнетата си, Radiohead се прибира в своето студио в Холандия, за да започне работа по новия си албум под ръководството на Найджъл Годрик. Към края на 1996 албумът е готов, а през юни 1997 той излиза на пазара под името „Ok computer“. Албумът бързо печели популярност по целия свят, оглавява класации, а неговите песни „Karma Police“, „No Surprises“ и „Exit Music (for a film)“ са на челните места сред британските и американските класации. Освен това групата получава престижната награда Грами за най-добър алтернативен албум.

### Експериментална музика 1999 – 2001
След края на турнетата през 1998 Radiohead изчезват от погледа на критиката и на своите фенове за около една година. Том Йорк е в депресия и дори се обсъжда разделянето на групата. Нещата обаче остават такива, каквито са. В средата на 1999 групата, заедно със своя продуцент Найджъл Годрик, започва работа по новия си албум „Kid A“. Това обаче не е същият Radiohead, създал „Creep“. В албума почти липсват китари, заменени изцяло от електроника, акустика и перкусия. От края на 1999-а до 2000 групата предприема турне из цяла Европа, в което прави премиера на новите си песни, както от „Kid A“, така и от следващия „Amnesiac“. Без нито един сингъл през ноември 2000, около три години и половина след „Ok computer“, „Kid A“ излиза и оглавява челните места на класациите, макар че анотациите не са много позитивни. Лидерът на Oasis Ноуъл Галахър признава пред авторитетен вестник, че според него това е брилянтна маркетингова тактика. Докато самата група почти не говори пред пресата за албума, тя оставя той да бъде открит от феновете.
През следващите няколко месеца групата не прави никакви турнета и сингли, а работи по следващия си албум „Amnesiac“. След малко повече от половин година, през юли 2001, той излиза на пазара. Малкият интервал, през който са издадени двата албума, би следвало да говори за прилика между тях. Самите Radiohead си признават, че в началото са мислели за издаване на двоен албум, но и че все пак двата албума са различни. Този път обаче той печели невероятни отзиви от публиката, както и отново Грами за най-добър алтернативен албум. Във връзка с това Том Йорк казва, че „Amnesiac“ и „Kid A“ се нуждаели от по-детайлизирано слушане, за да бъдат харесани и разбрани. Колин Грийнуд казва, че „Kid A“ прилича на огъня, гледан отдалече, докато „Amnesiac“ е огънят отвътре. Групата отново излиза на голямо турне из цяла Европа. След първите два сингъла „Knives Out“ и „Pyramid Song“, „I Might be Wrong“ трябва да излезе като трети евентуален сингъл, но впоследствие прераства в life-албум „I Might be Wrong Life Recordings“, за която характерна е песента „True Love Awaits“, неиздавана дотогава.

### Сега и занапред 2002 – ...
Към средата на 2002 Том Йорк казва, че в края на годината ще започнат нови записи. Говори се, че в предстоящия албум, доминиращи щели да бъдат отново китарите. През март 2003 новият албум в непреработен вариант се появява свободно в Интернет. Нито Том Йорк, нито Найджъл Годрик, нито останалите членове на групата могат да скрият гнева си от това. Колин се кълне, че феновете трябва да изчакат оригиналните песни, които ще бъдат много по-хубави от изтеклите. Обаче и те изтичат в Интернет две седмици преди излизането на албума.
Въпреки тези неприятни факти през май Radiohead пускат първия си сингъл „There There“, в който действително има китари. „Hail to the Thief“ излиза същата година, като за кратко време печели първо място в британската класация и трето в американската. Групата говори с оправдана гордост за „Hail to the Thief“, като за своя апогей „Ok computer 2“. Последният сингъл „Go To Sleep“ излиза през август 2003, докато групата гастролира в Европа заедно с R.E.M.

### In Rainbows
In Rainbows е седмият студиен албум на английската рок група Рейдиохед. Албумът излиза за първи път на 10 октомври 2007 като MP3 албум за сваляне. Стандартната компакт дискова версия излиза на пазара в САЩ на 1 януари 2008 г. С този албум свършва най-дългата дупка между два албума на Рейдиохед от началото на тяхната кариера.

### Пускане на пазара и дистрибуция-...
На 1 октомври 2007 Рейдиохед публикуват чрез своя сайт името на новия им седми албум In Rainbows. В информацията са включени песните и датите за пускане на пазара. Албумът е достъпен за сваляне под формат MP3 от сайта inrainbows.com от 10 октомври 2007. Тази версия на албума съдържа 10 песни с качество на звука 160кб за секунда, МP3 формат. Стандартната компакт дискова версия на албума излиза в началото на 2008. При поръчка на дисковата версия от сайта inrainbows.com потребителят получава специална версия, включваща албума на песните от албума, книжка с текстовете, илюстрации и отделен компакт диск с 8 допълнителни песни, дигитални снимки и илюстрации. Всичко това е опаковано в специална книга с твърди корици.
Докато цената на компакт диска е 40 британски лири (около 86 лева), цената за сваляне от сайта на албума се определя от купувача. Ако той реши да купи албума и даде за това повече от 0,00 лири, ще трябва да даде номера на кредитната си карта и да осъществи свалянето на музиката от албума. За безплатна покупка не се изисква кредитна карта и няма допълнителни такси.
Новаторският начин на разпространение на албума започва около 5:30 източноевропейско лятно време на 10 октомври 2007.

## Членове
Рейдиохед се състои от:
- Том Йорк (соло вокал, ритъм китара, пиано)
- Ед О'Брайън (втора китара, беквокал, перкусии)
- Джони Грийнуд (соло китара, клавирни инструменти, глокеншпил)
- Колин Грийнуд, брат на Джони (баскитара, синтезатор)
- Фил Селуей (барабани, други ударни, беквокал)

## Дискография

### Албуми
1. „Pablo Honey“ – 22 февруари, 1993
2. „The Bends“ – 13 март, 1995
3. „OK Computer“ – 16 юни, 1997
4. „Kid A“ – 2 октомври, 2000
5. „Amnesiac“ – 4 юни, 2001
6. „Hail to the Thief“ – 9 юни, 2003
7. „In Rainbows“ – 10 октомври, 2007
8. „The King of Limbs“ – 18 февруари, 2011
9. "A Moon Shaped Pool" - 17 юни, 2016